# Kalangan (Margomulyo)
Kalangan is een bestuurslaag in het regentschap Bojonegoro van de provincie Oost-Java, Indonesië. Kalangan telt 1794 inwoners (volkstelling 2010).